# Happy Gilmore
Happy Gilmore is een Amerikaanse filmkomedie uit 1996 van regisseur Dennis Dugan en producent Robert Simonds.

## Verhaal
Happy Gilmore droomt ervan een professioneel ijshockeyspeler te worden. Het grote probleem is echter dat hij niet kan schaatsen. Dan komt hij erachter dat zijn oma geen belasting heeft betaald en dat haar huis op een veiling zal worden verkocht. Happy belooft aan zijn oma het benodigde geld te verzamelen om het huis terug te kopen. 
Als hij op een golfclub komt, bedenkt hij zich dat hij zijn harde slagen ook kan gebruiken bij deze sport. Happy wordt ontdekt op de plaatselijke golfbaan door de lokale legende 'Chubbs' Peterson (Carl Weathers). Die haalt hem over om mee te gaan doen aan professionele golftoernooien. Happy stemt toe, om zo het geld voor de betalingsachterstand van zijn oma bij elkaar te krijgen. Hij komt al snel de topgolfer 'Shooter' McGavin (Christopher McDonald) tegen, die in Happy een bedreiging ziet voor zijn eigen titelkansen en probeert Happy op alle mogelijk manieren te dwarsbomen.

## Rolverdeling
| Acteur               | Personage       | Beschrijving                                                                     |
| -------------------- | --------------- | -------------------------------------------------------------------------------- |
| Adam Sandler         | Happy Gilmore   |                                                                                  |
| Christopher McDonald | Shooter McGavin | een arrogante golfer                                                             |
| Julie Bowen          | Virginia Venit  |                                                                                  |
| Frances Bay          |                 | de oma van Happy Gilmore                                                         |
| Carl Weathers        | Chubbs Peterson |                                                                                  |
| Allen Covert         | Otto            |                                                                                  |
| Kevin Nealon         | Gary Potter     |                                                                                  |
| Richard Kiel         | Mr. Larson      |                                                                                  |
| Dennis Dugan         | Doug Thompson   | de commissaris van de golfbaan                                                   |
| Joe Flaherty         |                 | onhandelbare fan                                                                 |
| Lee Trevino          | zichzelf        |                                                                                  |
| Bob Barker           | zichzelf        |                                                                                  |
| Verne Lundquist      | zichzelf        |                                                                                  |
| Mark Lye             | zichzelf        |                                                                                  |
| Ben Stiller          | Hal             | de baas van het bejaardenhuis waar de oma van Happy Gilmore in terecht kan komen |

## Ontvangst
Volgens Rotten Tomatoes kreeg de film 59% positieve recensies op basis van 51 beoordelingen, met een gemiddeld cijfer van 7,4 op 10.

## Prijzen en nominaties
| jaar | prijs           | categorie                | genomineerde(n)         | uitslag     |
| ---- | --------------- | ------------------------ | ----------------------- | ----------- |
| 1996 | MTV Movie Award | Best Fight               | Adam Sandler Bob Barker | Gewonnen    |
| 1996 | MTV Movie Award | Best Comedic Performance | Adam Sandler            | Genomineerd |
| 1997 | Blimp Award     | Favorite Movie           |                         | Genomineerd |
| 1997 | Razzie Award    | Worst Actor              | Adam Sandler            | Genomineerd |